# Bettina Spilker
Bettina Spilker (* 1978 in München) ist eine deutsche Rechtswissenschaftlerin und war Lehrstuhlvertreterin an der Universität Würzburg (Lehrstuhlvertretung Horst Dreier, Lehrstuhl für Rechtsphilosophie, Staats- und Verwaltungsrecht).

## Leben
Spilker studierte Rechtswissenschaften in Köln, Regensburg und Lausanne (1998–2004). 2005 dissertierte sie an der Universität zu Köln. Nach einem Referendariat in München (2005–2007) arbeitete sie von 2007 bis 2010 als Rechtsanwältin in München (nationales und internationales Steuer- und Wirtschaftsrecht). Außerdem war sie 2008 als Wissenschaftliche Mitarbeiterin am Lehrstuhl für Öffentliches Recht und Steuerrecht der Universität Regensburg und in den Jahren 2009–2019 als Lehrbeauftragte an der Universität Augsburg tätig. 2010 wurde Spilker Akademische Rätin am Lehrstuhl für Öffentliches Recht und Steuerrecht der Westfälischen Wilhelms-Universität Münster. 2013 habilitierte sich Spilker mit venia legendi im Steuerrecht und Öffentlichen Recht an der Universität Münster. Zwischen 2013 und 2017 übernahm sie verschiedene Professurvertretungen und Lehraufträge an Universitäten, wie der Ruprecht-Karls-Universität Heidelberg, der Universität Augsburg, der Leibniz Universität Hannover sowie der Westfälischen Wilhelms-Universität Münster.
Ab August 2017 bis Ende 2020 war Spilker Professorin für Finanzrecht am Institut für Finanzrecht des Juridicums der Universität Wien. 2020 wurde Spilker außerplanmäßige Professorin an der Universität Münster.

## Wissenschaftlicher Beitrag
Die Lehr- und Forschungstätigkeit von Spilker liegt im Wesentlichen im Steuerrecht. Mehrere Kommentierungen betreffen das materielle Recht der direkten Steuern und der indirekten Steuern, einschließlich seiner europarechtlichen, internationalen und verfassungsrechtlichen Bezüge.
Vor allem europäisches Mehrwertsteuerrecht gehört zu den Forschungsschwerpunkten von Spilker und ist Gegenstand mehrerer Publikationen und Vorträge.
Einen weiteren Forschungsschwerpunkt setzt Spilker derzeit auf das internationale Unternehmenssteuerrecht, insbesondere die Herausforderungen für das Steuerrecht durch die digitale Wirtschaft.

## Publikationen
Eine Liste von Spilkers Publikationen findet sich auf der Homepage der Universität Wien.